# Formação Ferris
A Formação Ferris é uma formação geológica fluvial-deltaica do Cretáceo Superior (cerca de 66 Ma) ao Paleoceno (66-63 Ma), no sul do estado de Wyoming, nos Estados Unidos. Contém uma variedade de vestígios e corpos fósseis, preservados em depósitos de canais fluviais arenosos e unidades de overbank. Restos de dinossauros são fragmentários, mas incluem Triceratops, Tyrannosaurus, dromaeossaurídeos, Paronychodon, Ricardoestesia, Edmontosaurus, Edmontonia, Ankylosaurus e Pachycephalosaurus.
Alguns dos canais fluviais contêm evidências de influência das marés e água salobra, na forma de fácies de maré, dentes de tubarão e tocas de camarão. Isso demonstra que a linha costeira ocidental do Mar Interior Ocidental ainda estava dentro de algumas centenas de quilômetros, mesmo durante o final do Cretáceo. O limite K-T local está contido dentro de um depósito de canal arenoso composto de barras empilhadas. Fósseis cretáceos retrabalhados são preservados na base do complexo de canais, associados a clastos de lama, e fósseis de mamíferos do Paleoceno são preservados na parte superior da barra.